# Les Pianos mécaniques
Les Pianos mécaniques est un roman d'Henri-François Rey paru en 1962 aux éditions Robert Laffont et ayant reçu le prix Interallié la même année.

## Adaptation
Le roman est porté à l'écran en 1965 dans le film homonyme de Juan Antonio Bardem dont les dialogues sont adaptés par Henri-François Rey.

## Éditions
- Les Pianos mécaniques, Éditions Robert Laffont, 1962.